# Franz Ebert (Politiker)
Franz Karl Ebert (* 11. November 1940 in Würzburg; † 20. April 2015 in Aachen) war ein deutscher Politiker der CDU.

## Ausbildung und Beruf
Franz Ebert erlangte 1960 das Abitur. 1962 beendete er seinen Wehrdienst. Ebert war Leutnant der Reserve. Im Jahr 1968 schloss er sein Studium der Betriebswirtschaftslehre an der Universität Köln als Diplom-Kaufmann ab. Von 1968 bis 1970 arbeitete er als Geschäftsführerassistent, danach wurde er im Jahr 1970 Geschäftsführer beim Einzelhandelsverband Bezirk Aachen e. V.

## Politik
Franz Ebert war seit 1969 Mitglied der CDU. Von 1976 bis 1980 war er Mitglied des geschäftsführenden Kreisvorstandes der CDU Aachen, danach wieder Mitglied des Vorstandes des CDU-Kreisverbandes Aachen. Er fungierte als stellvertretender Landesvorsitzender der CDU-Mittelstandsvereinigung Rheinland. 1979 wurde er in den Rat der Stadt Aachen gewählt. 1981 wurde Ebert Mitglied des Bundesvorstands der Mittelstands- und Wirtschaftsvereinigung.
Franz Ebert war vom 28. Mai 1975 bis zum 29. Mai 1985 direkt gewähltes Mitglied des Landtages von Nordrhein-Westfalen für den Wahlkreis 002 Aachen-Stadt II bzw. für den Wahlkreis 002 Aachen II (in der 8. Wahlperiode und der 9. Wahlperiode).